# Bev Harrison
Pour les articles homonymes, voir Harrison.
Bev Harrison est un homme politique canadien né le 10 mai 1942, député progressiste-conservateur de Hampton-Kings à l'Assemblée législative du Nouveau-Brunswick de 1995 à 2014.

## Biographie
Né à Saint-Jean, Bev Harrison est membre du Parti progressiste-conservateur du Nouveau-Brunswick. Il est réélu le 18 septembre 2006, lors de la 56e élection générale, pour représenter la circonscription de Hampton-Kings à l'Assemblée législative du Nouveau-Brunswick, dans la 56e législature. Il est le Président de l'Assemblée législative du Nouveau-Brunswick de 1999 à 2006.
Il est réélu à la 57e législature le 27 septembre 2010, lors de la 57e élection générale.
Le 27 juin 2014, il annonce qui siègera comme député indépendant qu'il remporte l'investiture du Nouveau Parti démocratique dans la circonscription de Hampton aux élections du lundi 22 septembre 2014.